# Tansu Çiller
Tansu Penbe Çiller (f. 24. maj 1946) blev Tyrkiets første og hidtil eneste kvindelige premierminister i 1993 – 96.
1. ↑  Navnet er anført på bokmål og stammer fra Wikidata hvor navnet endnu ikke findes på dansk.
2. ↑  Navnet er anført på engelsk og stammer fra Wikidata hvor navnet endnu ikke findes på dansk.
3. ↑  Navnet er anført på engelsk og stammer fra Wikidata hvor navnet endnu ikke findes på dansk.